# SN 2012bf
SN 2012bf – supernowa typu Ia, odkryta 10 lutego 2012 roku w galaktyce A151341+1606. W momencie odkrycia, miała maksymalną jasność 18,5m.